# Ruta Estatal de Alabama 41
La Ruta Estatal de Alabama 41, y abreviada SR 41 (en inglés: Alabama State Route 41) es una carretera estatal estadounidense ubicada en el estado de Alabama, cruza los condados de Escambia, Conecuh, Monroe, Wilcox y Dallas. La carretera inicia en el Sur desde la FL 87  en la línea estatal al sur de Dixonville, Florida sigue en sentido Norte hasta finalizar en la AL 14     en Selma. La carretera tiene una longitud de 205,16 km (127.48 mi).

## Mantenimiento
Al igual que las autopistas interestatales, y las rutas federales y el resto de carreteras estatales, la Ruta Estatal de Alabama 41 es administrada y mantenida por el Departamento de Transporte de Alabama por sus siglas en inglés ALDOT.

## Cruces
La Ruta Estatal de Alabama 41 es atravesada principalmente por los siguientes cruces:
- US 29 en Brewton
- US 31 en Brewton
- I 65 en el condado de Conecuh
- US 84 en Repton
- US 80 en Selma